# 5 př. n. l.

## Narození
- 24. prosinec – Galba, římský císař (8. červen 68 – 15. leden 69)

## Hlavy států
- Římské impérium – Augustus (27 př. n. l. – 14)
- Parthská říše – Fraatés IV. (38 – 2 př. n. l.)
- Čína – Aj-ti (dynastie Západní Chan)